# Gala do Futebol 2013

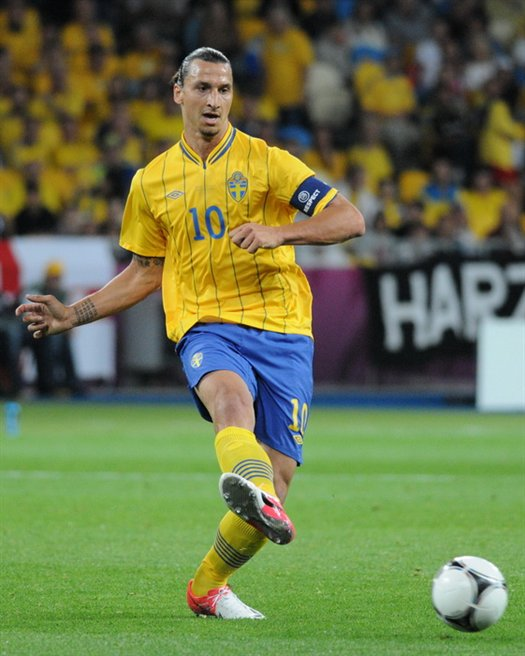
Zlatan Ibrahimović.

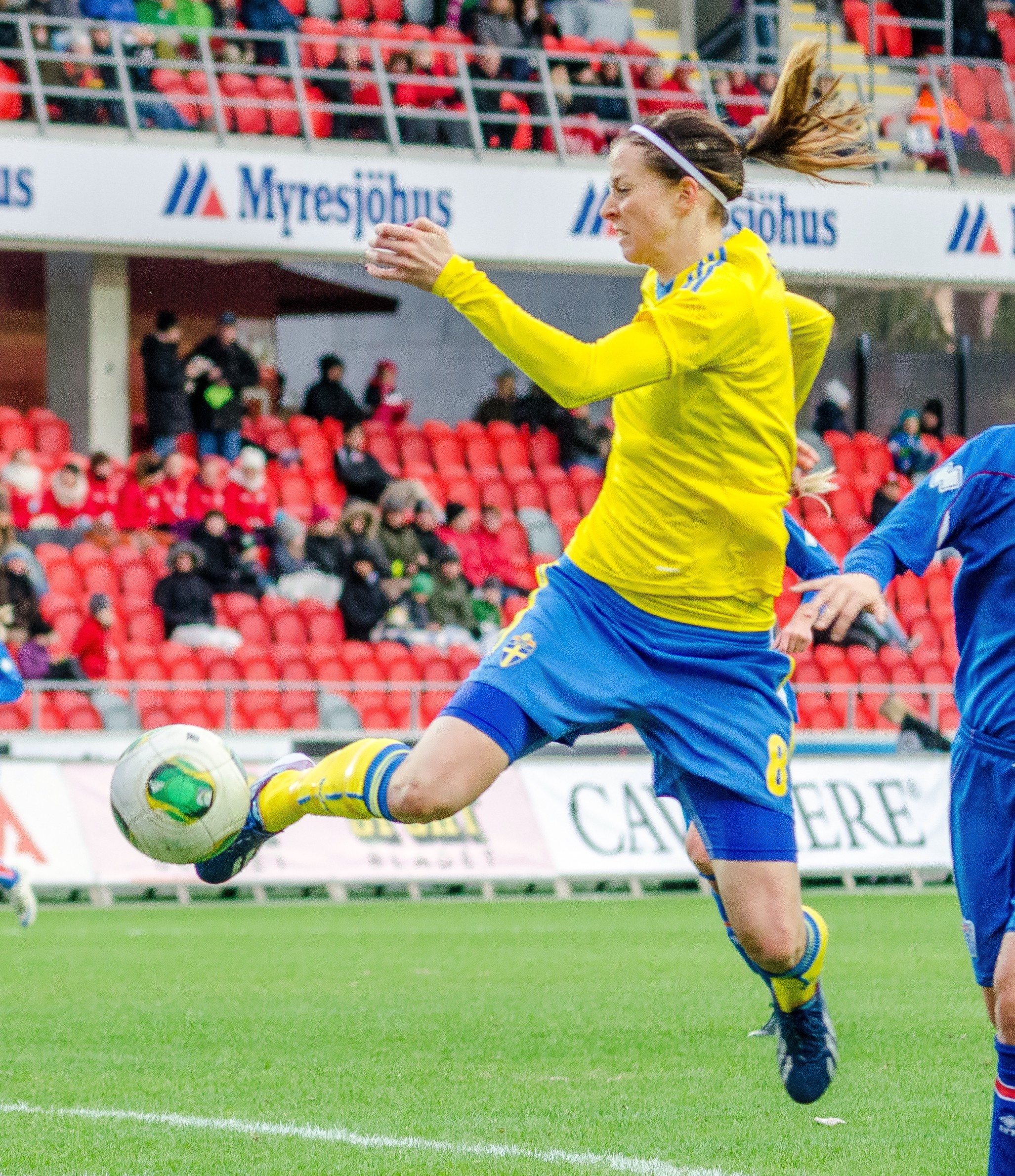
Lotta Schelin.

A Gala do Futebol 2013 - em sueco Fotbollsgalan 2013 – teve lugar em 11 de novembro no Globen, em Estocolmo. 
A Gala do Futebol é uma festividade desportiva transmitida anualmente pela televisão sueca desde 1995. 
Nesta ocasião são premiados os jogadores e dirigentes de futebol que se distinguiram durante o ano transato.
Os galardões mais importantes são a Bola de Ouro – Guldbollen – e a Bola Diamante – Diamantbollen.
Nos intervalos é apresentada música com artistas. 

## Prémios atribuídos
Os dois principais prémios foram: 
- Bola de Ouro – Guldbollen – atribuída a Zlatan Ibrahimovic
- Bola Diamante – Diamantbollen – para Lotta Schelin

Outros galardões distribuídos: 
- Avançado do Ano - Årets anfallare – Zlatan Ibrahimovic (Paris Saint-Germain)
- Avançada do Ano - Årets anfallare – Lotta Schelin (Olympique Lyonnais)
- Novato do ano - Årets nykomling (Herr) - Melker Hallberg (Kalmar FF)
- Novata do Ano - Årets genombrott (Dam) - Jessica Samuelsson

## Ligações exteriores
- Gala do Futebol (Fotbollsgalan)